# Berdreyminn
Berdreyminn è il sesto album in studio del gruppo post-metal islandese Sólstafir, pubblicato nel 2017.

## Tracce
1. Silfur-refur – 6:54
2. Ísafold – 4:57
3. Hula – 7:07
4. Nárós – 7:23
5. Hvít sæng – 7:22
6. Dýrafjörður – 7:31
7. Ambátt – 8:08
8. Bláfjall – 7:52